# Włoszczowa
Włoszczowa är en stad i Święty Krzyż vojvodskap i sydöstra Polen. Włoszczowa, som för första gången nämns i ett dokument från år 1154, hade 10 519 invånare år 2014.

## Vänorter
- Illintsi, Ukraina
- Le Passage, Lot-et-Garonne, Frankrike